# Textos de los sarcófagos

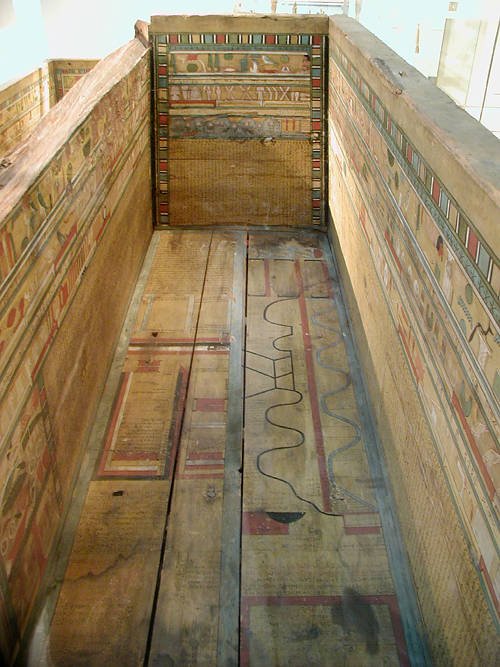
Textos de los sarcófagos pintados durante el Imperio Medio, con el mapa del inframundo.

Los Textos de los sarcófagos son escritos que contienen conjuros pintados o grabados en los sarcófagos (de ahí su nombre actual) del Antiguo Egipto, principalmente durante el Imperio Medio.
Son un repertorio de fórmulas sagradas, ofrendas y rituales de inspiración solar y osiríaca cuya finalidad era ayudar al fallecido a protegerse de los peligros que pudiera encontrarse en el viaje por el otro mundo, la Duat, preservando así la inmortalidad del difunto. También contienen los métodos para poder alimentarse en la otra vida.

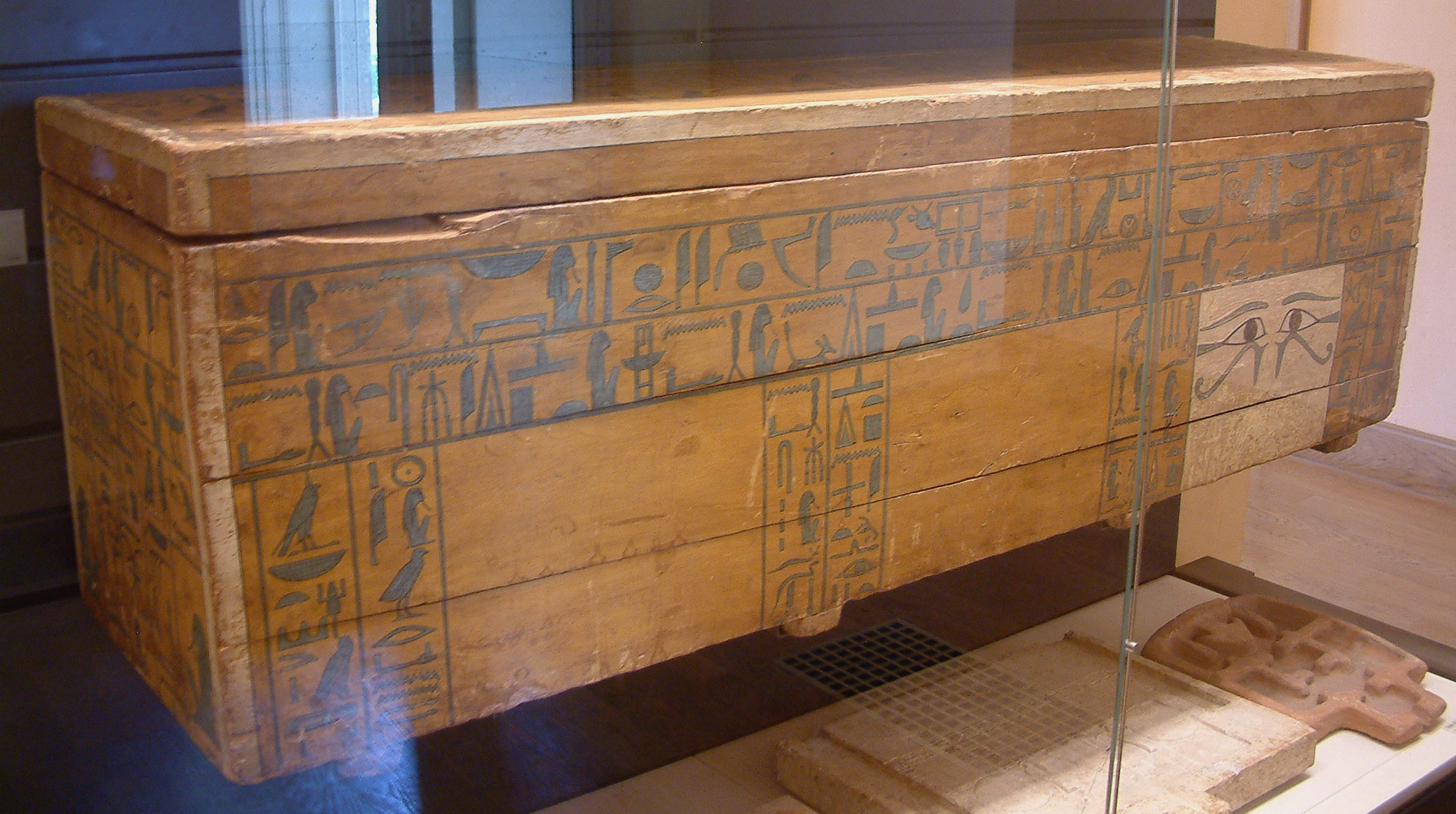
Sarcófago del canciller Najty (ca. 1950-1900 a. C.). Dinastía XII (Imperio Medio). Hallado en Asiut.

## Origen
Surgen a partir del primer periodo intermedio de Egipto (c. 2100 a. C.) y se desarrollan durante el Imperio Medio, cuando se cree que la nobleza consiguió el derecho a utilizar los textos mágico-religiosos, que antes solo estaban reservados a los faraones.
Su origen proviene -en parte- de los Textos de las Pirámides (c. 2350 a. C.) del Imperio Antiguo, época en que la inmortalidad y resurrección estaba limitada únicamente a la realeza, aunque incluyen muchos nuevos contenidos y creencias propias del Imperio Medio. 
El pueblo solo pudo acceder a las fórmulas sagradas a partir del Imperio Nuevo (c. 1500 a. C.) y esto dio lugar a los textos del denominado Libro de los Muertos.

## Colección
Como implica el nombre moderno de esta colección de unos 1.185 hechizos, en su mayoría fueron inscritos en ataúdes del Imperio Medio. A veces también se escribieron en las paredes de las tumbas, estelas, cajas canópicas, papiros y máscaras de momias. Debido a las superficies de escritura limitadas de algunos de estos objetos, los hechizos a menudo se abreviaban, dando lugar a versiones largas y cortas, algunas de las cuales se copiaron más tarde en el Libro de los Muertos.